# István Kemény
István Kemény (ur. 14 sierpnia 1925 w Kaposvárze, zm. 14 kwietnia 2008 w Budapeszcie) – węgierski socjolog odznaczony Nagrodą Sándora Máraiego.

## Życiorys
Między 1947 a 1948 r. István Kemény był współpracownikiem Instytutu Naukowego im. Pála Telekiego. Od 1948 do 1957 r. pracował jako nauczyciel w szkole średniej. W 1957 r. został osadzony w więzieniu na dwa lata, po czym między 1959 a 1961 r. zajmował się tłumaczeniami. W latach 1970–1973 był socjologiem współpracującym z Węgierską Akademią Nauk. W 1973 r. został na niego nałożony zakaz publikowania. Odtąd do 1976 r. był socjologiem niepowiązanym instytucjonalnie. Wyemigrował do Paryża w 1977 r., gdzie od 1978 do 1981 r. współpracował z Fondation Maison des Sciences de l’Homme. W okresie 1983–1990 pracował w Szkole Zaawansowanych Badań w Naukach Społecznych jako redaktor czasopisma naukowego Magyar Füzetek. Od 1980 do 1990 r. był zatrudniony w Radio Wolna Europa. W 1990 r. wrócił z emigracji. Od 1992 r. pełnił funkcję przewodniczącego, zaś od 1993 r. wiceprzewodniczącego Węgierskiego Towarzystwa Socjologicznego. Między 1990 a 1992 r. doradca naukowy Instytutu Socjologii Węgierskiej Akademii Nauk, a także przez rok dyrektor tej jednostki. Od 1990 był głównym doradcą burmistrza Budapesztu Gábora Demszkiego. W 1994 r. uzyskał stopień doktora nauk socjologicznych. Został odznaczony Nagrodą Sándora Máraiego i Ferenca Deáka w 2003 r.